# 永和镇 (浏阳市)
永和镇为中华人民共和国湖南省浏阳市下辖的一个建制镇。全镇辖域总面积234平方公里，总人口39,065人(2017年人口普查)。

## 地理位置
永和位于浏阳市中东部。辖域西与古港镇接壤，北与沿溪镇、张坊毗邻，东与官渡镇、小河乡、江西省万载县黄茅镇相连，南与高坪镇、中和镇相连。
永和镇西北地区较为平坦，东南地区地势较高。浏阳河的两大源头大溪河与小溪河均流经永和镇，并接纳了长滩河、豆田河以及桐子港河等支流；其中小溪河流域的株树桥水库是浏阳最大的人工湖泊。全域属亚热带季风性湿润气候，季节变化明显，夏季炎熱多雨，冬季溫和少雨；时常受到水灾、旱灾、病虫灾、冰冻灾等自然灾害的侵扰。

## 历史
永和镇最早名為奔埠市、般步市。清朝康熙十四年（1675年），吳三桂等人发动三藩之乱期间，总兵揭先胜曾占据奔埠市，与清軍拒战；后来，欧、柳、唐、卜四姓家族由长沙迁此，取永远和睦相处之意，称其为永和；清朝灭亡后，永和市于民国元年（1912年）改制为永和鎮。民国十九年（1930年）8月23日，中國工農紅軍红一军、红三军在浏阳永和李家大屋会师，合编成立了红一方面军。
中华人民共和国成立后，新联、永孚、佳城、石港、里仁五乡于1956年合并设立永和乡。1958年，因人民公社化运动，永和乡被撤销，与横山合并成立政社合一的人民公社，1961年析為永和公社；1973年建立永和鎮，为当时除浏阳城关镇之外唯一的建制镇。
2015年11月，因鄉鎮區劃調整，原七宝山乡并入永和镇，成立新的永和鎮。

## 现行行政区划
永和镇现辖：
菊溪社区、孚田村、新联村、永宝村、佳成村、石佳村和金盆村。

## 經濟
在发现磷、铁矿以前，永和一直是一個典型的農業乡镇，当地氣候、土壤也適宜農作物的生長，水稻为当地主要的粮食作物；另外，茶叶及柑橘等经济作物也被广泛种植。其中，产于天岩寨的柑桔以果面光洁，色泽艳丽、肉嫩多汁而著称，并已经获得中國農產品地理標誌认证。除传统种植业外，红花檵木野生资源丰富的永和镇也利用自然资源优势，开始发展园艺业，带动了湖南省红花檵木的产业化，亦成为了中国特色花卉品牌产品之一。
在工业领域，永和鎮磷礦、鉛、铁、硼砂、青矾、胆矾等矿产资源丰富，历来受到重视。中华人民共和国成立后得到有效开采。1964年更建立湖南磷化工永和磷矿厂，磷矿年产一度达到80万吨。1966年亦修建贯通醴陵市和本镇的醴浏铁路，用于输送矿石。惟矿产资源逐渐枯竭，该铁路亦于2003年停运。
永和鎮亦以菊花石工艺著称，该镇的菊花石主产于大溪河底，其採集肇始於清代乾隆年間，具有一定的知名度，清朝同治时期的《浏阳县志》也有记载。菊花石原石及經過雕刻加工的工藝品，受到廣大收藏家的喜愛。但是，经过上百年的开采，永和的菊花石原石资源日益枯竭，品质下降，花的密度、硬度、质感和纯净度比以前差很多。浏阳的技师很多都前往湘西或全国各地寻找原石。

## 社会
在明清时期，拥有丰富矿藏的永和就已经成为了衔接湖南与江西的重要交通枢纽，有看马滩渡、矿湾渡等渡口联通大溪河两岸，冬季时，民众也时常在河流上架起木浮桥，以方便往来商旅。清末民初时期，永和贸易繁荣，当地的万寿宫码头（今永安码头）的交易络绎不绝，亦为当时浏阳河上游主要的码头，不少木帆船满载着磷矿航行与河道上；但随着公铁路交通的发展，码头因运量减少、年久失修而趋于衰颓:136。1965年，湖南省交通厅桥梁工程队修筑了横跨浏阳河的永和公路大桥，矿区公路自此可直通浏阳及长沙，方便了永和磷矿与外界的人员物资往来。1966年，醴浏铁路通车，解决了磷矿石外运的问题；该铁路于2003年停运后，公路交通就成为了永和镇唯一的联外交通方式；湖南省道S528为古港主要的联外道路，连接了永和镇及邻近的古港镇、小河乡等乡镇。
在文化教育领域，永和第一座学校永和市义学于清朝咸丰年间开设；中华人民共和国成立后，浏阳县政府曾在当地成立永和磷矿子弟学校、县第十二中学等学校，但均已经撤销。现今，永和镇的教育事业由永和镇教育发展中心主管，具体教学任务则由永和初级中学、七宝山初级中学两所初级中学，永和镇完全小学、李贞完小、新实完小、铁山完小四所完全小学及若干个教学点承担。永和镇也設有鄉鎮文化站，可向鄉村民众普及文教知識。

## 著名人物
- 唐亮：中国人民解放军开国上将。
- 李贞：中国人民解放军少将。
- 張啟龍：中共中央纪律检查委员会副书记。